# La Nymphe au cœur fidèle
Pour les articles homonymes, voir Tessa, la nymphe au cœur fidèle.
La Nymphe au cœur fidèle (The Constant Nymph) est un roman de l'écrivaine britannique Margaret Kennedy publié en version originale en 1924 chez Heinemann, puis en version française en 1927 dans une traduction de Louis Guilloux chez Plon.
Il traite des amours d'une adolescente pour un ami de famille, qui épousera finalement une de ses cousines. Ses analyses psychologiques mettent en relief les écarts de classe sociale et de niveau d'éducation des protagonistes. Ce roman, qui a inauguré dans la littérature britannique la vogue bohème, dut pourtant l'essentiel de son succès à la crudité des rapports amoureux entre adolescents, dans le cadre sauvage du Tyrol. 

## Adaptations
Le roman a été adapté à plusieurs reprises. Margaret Kennedy et Basil Dean réalisent une adaptation pour le théâtre en 1926, traduite en français et remaniée par Jean Giraudoux sous le titre Tessa, la nymphe au cœur fidèle en 1943. 
Au cinéma, on peut citer également :
- The Constant Nymph, film muet britannique d'Adrian Brunel sorti en 1928
- Tessa, la nymphe au cœur fidèle (The Constant Nymph), film britannique de Basil Dean, sorti en 1933 ;
- Tessa, la nymphe au cœur fidèle (The Constant Nymph), film américain d'Edmund Goulding, sorti en 1943.